# BeMobility

Logo des Forschungsprojekts BeMobility

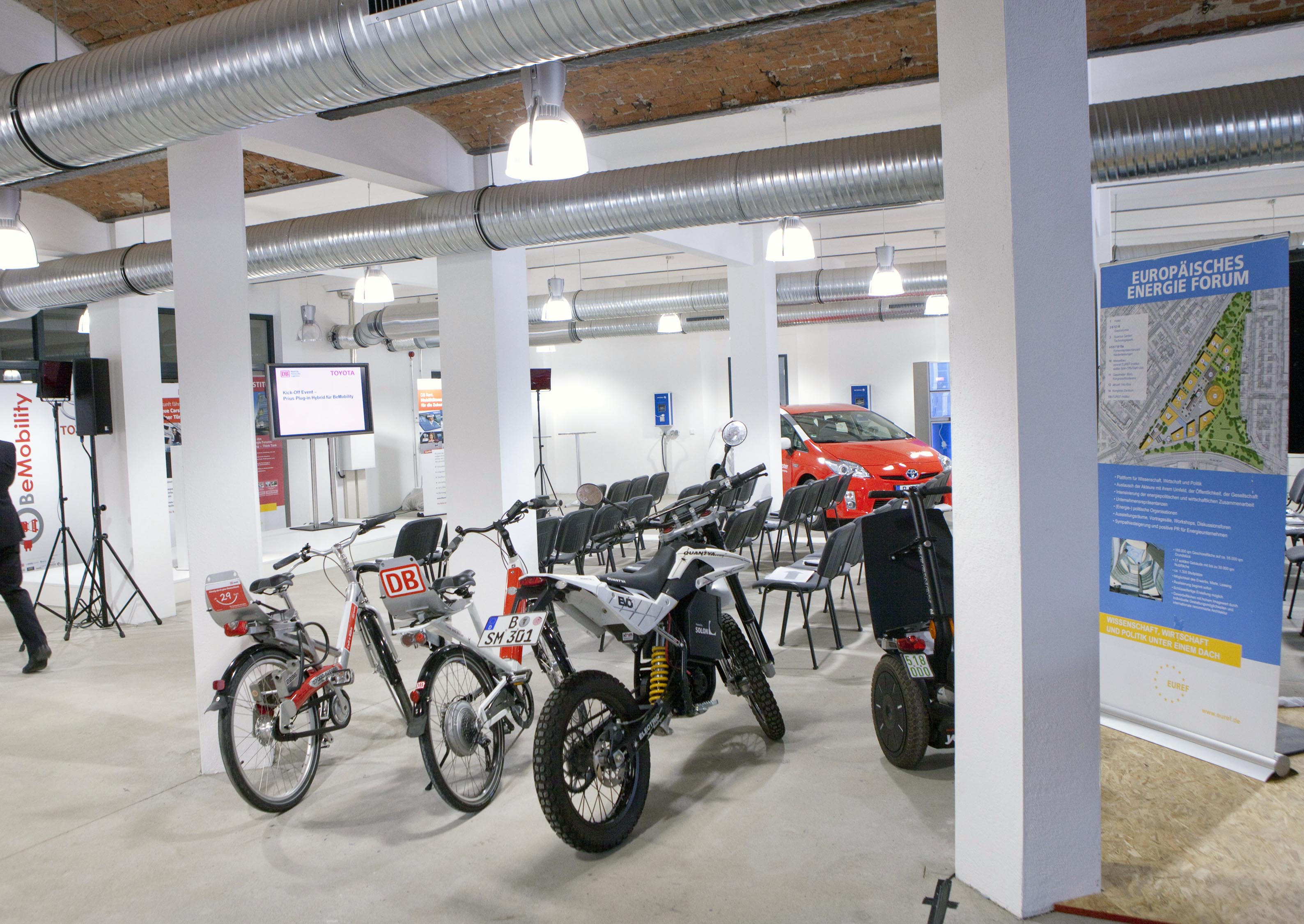
Ausstellungs- und Erprobungsort von BeMobility am Gasometer Schöneberg in Berlin

BeMobility (BerlinelektroMobil) ist ein interdisziplinäres Forschungsprojekt zur Integration von Elektro- und Hybridfahrzeugen in den Öffentlichen Verkehr der Modellregion Berlin/Potsdam. BeMobility ist weltweit eines der wenigen Projekte, die innerstädtische Elektromobilität als Verknüpfung von alternativem Antrieb und kollektiver Nutzung erproben. Konzepte dieser Art sind zentral für eine Verkehrswende.

## Projektbezeichnung
Die Projektbezeichnung ist eine Anlehnung an den Namen der Social-Marketing-Kampagne Be Berlin. Zum besseren Verständnis wurde die Langfassung „BerlinelektroMobil“ als Untertitel hinzugefügt.

## Förderrahmen
Das Projekt findet im Rahmen der Modellregion Elektromobilität Berlin-Potsdam statt. Es wird unter anderem mit Finanzmitteln aus dem Konjunkturpaket II des Bundesministeriums für Verkehr, Bau und Stadtentwicklung (BMVBS) gefördert. Die Projektkoordination liegt bei der Nationalen Organisation Wasserstoff- und Brennstoffzellentechnologie (NOW).

## Projektinhalte und -ziele
Ziel des Projektes ist die Erprobung von Elektrofahrzeugen als Bestandteil des öffentlichen Verkehrssystems. Dabei werden zum einen elektrische Carsharing-Autos der Deutschen Bahn (e-Flinkster), zum anderen aber auch Pedelecs (e-Call a Bike) eingesetzt. Bis 2011 sollen insgesamt 40 Elektroautos und 50 Pedelecs zum Einsatz kommen. Zudem werden auch Hybridelektroautos des Typs Toyota Prius in der bisher noch nicht frei verkäuflichen Prius Plug-In-Variante eingesetzt. Da der Preis und die Technik elektrischer Straßenfahrzeuge bislang kaum mit herkömmlichen Privatfahrzeugen konkurrieren kann, besteht das Ziel darin, zunächst im öffentlichen Verkehrsverbund erste Erfahrungen mit der Ladeinfrastruktur, dem Verleihsystem und dem Nutzerverhalten zu gewinnen. Die Integration in den ÖV soll durch Informations- und Buchungshilfen erleichtert werden. Testnutzer haben die Möglichkeit, die Elektroautos im Carsharing der Deutschen Bahn probezufahren. Die Testnutzer können sich online anmelden. 500 Nutzer werden bis 2011 zu ihren Einstellungen und Fahreindrücken befragt. Von Juni bis September 2011 wurde ein neues Angebot – die Mobilitätskarte Berlin elektroMobil – getestet, mit der ÖPNV, Flinkster-Carsharing und Call-a-Bike-Stadtrad gemeinsam nutzbar waren.

## Projektpartner

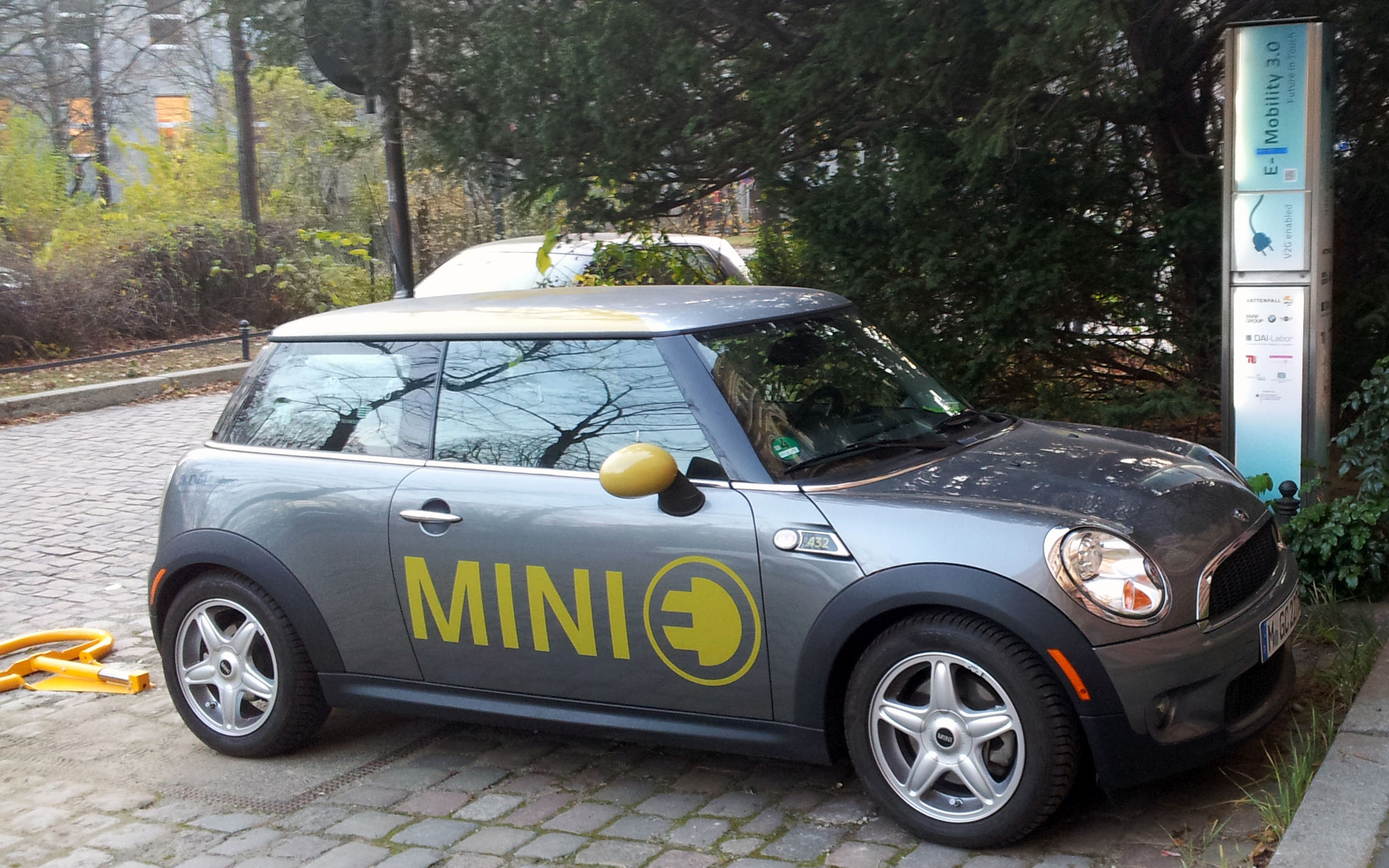
Mini E des Partners Vattenfall an einer Schnellladestation auf dem Campus der TU Berlin

Das Spektrum der Projektpartner reicht von den Energieunternehmen RWE, Solon und Vattenfall über die Vermittler und Zulieferer Bosch, Contipark, HaCon und VBB bis zu den Verkehrsunternehmen der Deutschen Bahn. Die sozialwissenschaftliche und technologische Begleitforschung übernehmen das Innovationszentrum für Mobilität und gesellschaftlichen Wandel (InnoZ) unter der Leitung von Andreas Knie sowie das DAI-Labor an der TU Berlin.
Bemerkenswert ist, dass mit RWE und Vattenfall zwei Unternehmen kooperieren, die miteinander im direkten Wettbewerb stehen.

## Ergebnisse und Weiterentwicklung
Bis zum vorläufigen Projektende wurden 39 Elektrofahrzeuge an 17 Carsharing-Station angeboten, die insgesamt etwa 2.850 Mal ausgeliehen wurden und knapp 200.000 Kilometer zurücklegten. Eine Weiterführung als BeMobility 2.0 begann im Dezember 2011. Ein neuer Projektschwerpunkt ist hierbei der Einbezug von Elektroautos in ein kleinräumiges intelligentes Stromnetz, dem Micro Smart Grid, am Gasometer Schöneberg. Das Vorhaben soll im Kontext der Energiewende den Einsatz der Elektrofahrzeuge als Speicher für erneuerbare Energie untersuchen. Am 12. Oktober 2012 wurde das elektrische Faltauto Hiriko Citycar vorgestellt, das im Rahmen des Projekts für den Carsharing-Einsatz vorbereitet wird. Die Mobilitätskarte BahnCard 25 mobil plus ist ebenfalls ein Ergebnis von BeMobility.

## Standort
Seit Sommer 2010 ist die sogenannte Plattform elektroMobilität im Retortenhaus am Gasometer Schöneberg in Betrieb. Am 12. November 2010 stattete der Minister für Wissenschaft und Technologie der Volksrepublik China, Wan Gang, im Beisein von Staatssekretär Rainer Bomba der Erprobungsplattform einen Besuch ab. Im Oktober 2011 war Shōichirō Toyoda, Gründer des Unternehmens Toyota, zu Besuch.
Am 16. März 2012 wurde auf dem EUREF-Campus am Gasometer Schöneberg das Micro Smart Grid eingeweiht.